# Kuvandykskij rajon
Il Kuvandykskij rajon (in russo Кувандыкский район?) è un rajon dell'Oblast' di Orenburg, nella Russia europea; il capoluogo è Kuvandyk. Istituito nel 1934, ricopre una superficie di 6.000 chilometri quadrati e nel 2010 ospitava una popolazione di circa 56.000 abitanti.